# Metrobrotica geometrica
Metrobrotica geometrica es una especie de insecto coleóptero de la familia Chrysomelidae. Fue descrita en 1847 por Erichson.